# Эркинбаев, Токтоналы
Токтоналы Эркинбаев, другой вариант фамилии — Эркимбаев (кирг. Токтоналы Эркимбаев; 1885 год, село Куланак — 1976 год, село Куланак, Нарынский район, Нарынская область) — старший табунщик колхоза «Куланак» Куланакского района Тянь-Шаньской области, Киргизская ССР. Герой Социалистического Труда (1948).

## Биография
Родился в 1885 году в крестьянской семье в селе Куланак.
С 1930 года трудился в колхозе «Куланак» Куланакского района.
С 1940 по 1960 год возглавлял бригаду табунщиков.
В 1947 году бригада Токтоналы Эркинбаева вырастила 50 жеребят от 50 конематок. Указом Президиума Верховного Совета СССР от 15 сентября 1948 года удостоен звания Героя Социалистического Труда с вручением ордена Ленина и золотой медали «Серп и Молот».
С 1969 года — персональный пенсионер союзного значения.
После выхода на пенсию проживал в родном селе, где скончался в 1976 году.